# Чулым (река, впадает в Малые Чаны)
Чулы́м — река в Новосибирской области, относится к бассейну внутреннего стока. Берёт начало в Васюганских болотах и впадает в озеро Малые Чаны, проходя через крупные проточные озёра — Урюм и Саргуль. Длина реки — 392 км, водосборная площадь — 17900 км².
В заболоченных низинах обитает много водоплавающих птиц.

## География

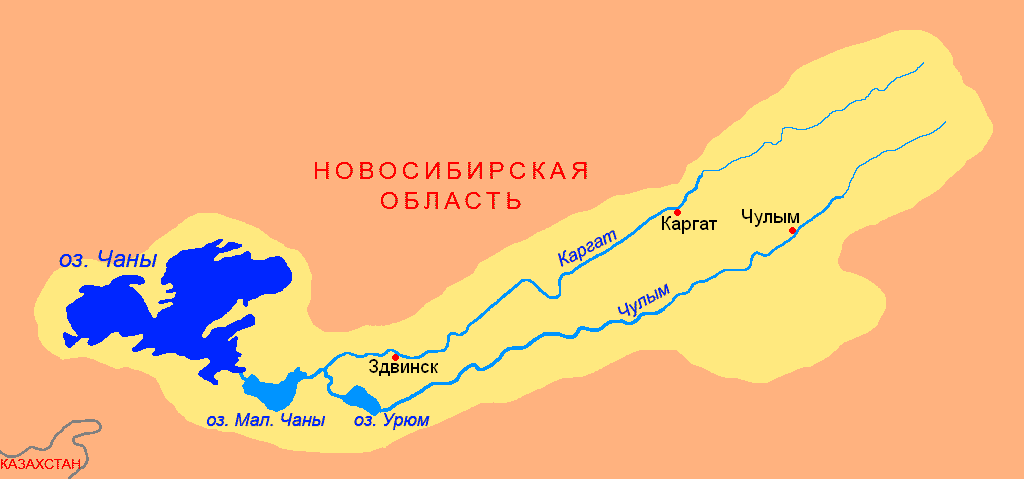
Бассейн оз. Чаны

На Чулыме расположены город Чулым, названный по имени реки (там же река пересекается Транссибирской железнодорожной магистралью (участок Омск—Новосибирск) и автодорогой М51), село Старогорносталево.

## Притоки
- 5 км: Каргат (пр)
- 19 км: Зайчиха (лв)
- 222 км: Сума (лв)
- 255 км: река без названия (пр)
- 265 км: река без названия (пр)
- 274 км: Каячка (лв)
- 280 км: река без названия (пр)
- 331 км: канал Южный Чулым (лв)

## Гидрологический режим
Течение реки спокойное, уклоны — небольшие. Основной источник питания реки — зимние осадки (93 %), доля дождевого стока — 2 %, грунтового — 5 %.
Покрывается льдом обычно в ноябре, вскрывается в апреле.
Данные с 1947 по 1991 годы, собранные в районе населённого пункта Ярки, показывают основные гидрологические характеристики:
- Максимальный расход воды приходится на апрель-май и соответствует периоду таяния снежного покрова.
- Минимальный расход воды приходится на ноябрь-март и соответствует периоду, когда река покрыта льдом.
- Объём годового расхода воды колеблется в очень широких пределах (минимальный среднемесячный расход воды в кубических метрах в секунду, усреднённый за год — 0.62 (1991 год), макс — 19.34 (1986 года) — разница более чем в 30 раз)

| Средний расход воды (м³/с) реки Чулым по месяцам с 1947 по 1991 гг. (замеры производились на гидрологическом посту в районе населённого пункта Ярки) |

## Минерализация
Вода в реке — пресная. Однако степень её минерализации зависит от времени года (весной — от 200 до 450, а летом — от 450 до 2055 мг/л).
Также, минерализация изменяется от истока к устью. Летом 2005 года были получены следующие результаты:
- Верхнее течение (ширина русла — около 5 м) — 595 мг/л
- Среднее течение (ширина русла — около 8-10 м) — 720 мг/л
- Нижнее течение (ширина русла — около 15 м) — 1137 мг/л
- Устьевое течение (ширина русла — около 20 м) — 820 мг/л

## Данные водного реестра
По данным государственного водного реестра России река относится к Верхнеобскому бассейновому округу, речной бассейн реки — Бессточная область междуречья Оби и Иртыша. Водохозяйственный участок — Бассейн озера Чаны и водные объекты до границы с бассейном Иртыша,
Код водного объекта — 13020000512115200052811.